# Halsön, Skellefteå kommun
Halsön, även Halsögrund eller Granön, är en  av de största öarna i Skellefteå kommuns skärgård. I likhet med andra öar i Bottenviken har den en historia som är kopplad till sågverksindustrin då det fanns en ångsåg på ön under slutet av 1800-talet.
Halsögrunds ångsåg grundades 1884 och sågverket bedrev verksamhet fram till 1903 då verksamheten lades ner. Vid sågverket fanns herrgård, förvaltningsbyggnad, diverse förrådsbyggnader, en bostadskasern och några arbetarbostäder. Konkurrensen mellan Halsögrunds ångsåg och i Ytterstfors såg ledde till att Ytterstfors AB spärrade av farvattnen mellan Svinön, Halsön och Egennyttan. Detta medförde en spärr av all sjöfart från norr till Halsögrunds ångsåg. Således tvingades transporter till Halsön  runda Romelsön, vilket var både vanskligt och tidsödande.
På Halsön var människor bosatta åtminstone från 1846 då Johan Larsson Östlund föddes  på ön. Han blev kvar där, bildade familj och var torpare. Utöver Larsson Östlund bosatte sig även några av sågverkets anställda på ön. Halsön var bosatt till åtminstone 1923. Numer återfinns Byske båtklubbs klubbstuga på ön samt en gästbrygga med 30 platser.
Ön ligger i närheten av Egennyttan och Romelsön. Muddring har skett mellan Halsön och Egennyttan samt mellan Svinögrundet och Romelsön. Till största del är Halsön bevuxen med produktionsskog. Högt naturvärde finns primärt på tre platser på ön:
- Kvällsmålsviken
- Granöviken
- Viken vid Furuskogen

Kvällsmålsviken är en havsvik som ligger mot Romelsön med strandängar och kustlövskog. Den fågelrika Granöviken är även den en havsvik med kustlövskog. Därtill finns en vik vid Furuskogen med kransalgsängar.